# Królewizna
Królewizna (819 m) – mało wybitny wierzchołek w głównej grani Beskidu Andrychowskiego (Beskid Mały), znajdujący się w odległości około 1,3 km na północny wschód od Gronia Jana Pawła II. Taką lokalizację i nazwę szczytu podaje Radosław Truś w przewodniku turystycznym „Beskid Mały”. Aleksy Siemionow w „Ziemi Wadowickiej” również podaje nazwę szczytu Królewizna, ale z inną lokalizacją. Na mapach szczyt ten przeważnie nie jest opisywany.
Według Radosława Trusia Królewizna to sąsiedni szczyt po północno-wschodniej stronie Gronia Jana Pawła II, według Aleksego Siemionowa jest to jeszcze dalszy szczyt 819 m, obecnie nazywany Magurką Ponikiewską (w państwowym rejestrze nazw geograficznych Magurka). Nazwa Królewizna zaś pochodzi od tego, że pod koniec XIX wieku na austriackich mapach pojawiła się błędna nazwa Królowa Wyżna, pochodząca od tego, że chłopi jedne ze zboczy tej góry nazywali „królewizną”, gdyż należały do królewszczyzny zatorskiej, w przeciwieństwie do drugich zboczy, które były własnością szlachty z Jaszczurowej. Austriacy nazwę zboczy przenieśli na nazwę szczytu i na dokładkę błędnie zapisali.
Na szczycie Królewizny 819 m (w ujęciu R. Trusia) spotykają się granice trzech miejscowości: Ponikiew, Tarnawa Górna i Jaszczurowa. Szczyt jest porośnięty lasem a jego stoki opadają do dolin trzech potoków: Ponikiewka, Tarnawka i Jaszczurówka. Szlak turystyczny omija jego wierzchołek po południowej stronie.
Od szczytu Królewizny w południowo-wschodnim kierunku do Makowej Góry opada grzbiet, niżej na Cybiku zakręcający na północny wschód. Są na nim wzniesienia Zamczysko (Bielówka), Baśkówka i Patria (Jedlicznik).

## Szlaki turystyczne
Tarnawa Górna – Makowa Góra – Schronisko PTTK Leskowiec. Czas przejścia: 1:05 h, 45min.